# 도시의 천재들
도시의 천재들(BMX Bandits)은 오스트레일리아에서 제작된 브라이언 트렌차드-스미스 감독의 1983년 모험, 범죄, 드라마 영화이다. 데이빗 아궤 등이 주연으로 출연하였다.

## 출연

### 주연
- 데이빗 아궤
- 존 레이
- 니콜 키드먼

### 조연
- 제임스 러그턴
- 브라이언 마샬
- 피터 브라운
- 빌 브래디

## 제작진
- 협력프로듀서: 브라이언 버제스
- 미술: 로스 메이저
- 배역: 수지 메이젤스

## 같이 보기
- 오스트레일리아 영화